# Pilophorus laetus
Pilophorus laetus är en insektsart som beskrevs av Heidemann 1892. Pilophorus laetus ingår i släktet Pilophorus och familjen ängsskinnbaggar. Inga underarter finns listade i Catalogue of Life.